# Panzer Panik
Panzer panik est un album de bande dessinée humoristique de José-Louis Bocquet (scénatio) et Max (dessin et couleurs), paru en 1985 chez Les Humanoïdes associés dans la collection "H" Humour Humanoïde.